# Куно Ребер
Куно Ребер (на немски: Kuno Raeber) е швейцарски писател и преводач, автор на романи, разкази, есета, стихотворения, драми и пътеписи.

## Биография
Куно Ребер е роден през 1922 г. в градчето Клингнау, кантон Ааргау. Израства в Люцерн. Следва философия, история и литературознание в университетите на Цюрих, Женева, Париж и Базел. През 1950 г. завършва с докторат.
Първоначално е много религиозен и за кратко става послушник в йезуитски манастир, но скоро изгубва християнската си вяра и се отдава усърдно на изучаването на стари митове.
От 1951 до 1952 г. е директор на Швейцарското училище в Рим. След това преподава в Колеж Лайбниц в Тюбинген и в Европейски колеж в Хамбург.
От 1958 г. работи като писател на свободна практика. Член е на Група 47, прекарва дълго време в САЩ и през 1987 г. е приет за член на ПЕН клуба.
Ребер живее в Мюнхен, пребивава известно време в Рим и умира през 1992 г. от СПИН при посещение в Базел.

## Творчество
Отначало Куно Ребер се посвещава на поезията. Ранните му стихотворения са повлияни от автори като Хьолдерлин, Рилке и Георге.
По-късното му литературно творчество е белязано от религия и ранна история. В своите разкази, чието действие се развива в съвременността, Ребер – подобно на Хорхе Луис Борхес – вплита религиозни, митични и отминали исторически светове. При него мит и религия се проникват взаимно и се смесват.
Много често може да се разпознае отношението му към древния Рим. Писателят се чувства в този град у дома си, тук не само протича действието на много от романите му, тук той взима интервюта от Макс Фриш, Уве Йонзон и от приятелката си Ингеборг Бахман, която го окуражава за езиковите му експерименти.

## Награди и отличия
- 1967/1968: „Artist in Residence“ am Oberlin College, USA
- 1969: Ehrengabe der Bayerischen Akademie der Schönen Künste
- 1973: „Награда Тукан“
- 1973: Ehrengabe der Stiftung zur Förderung des Schrifttums (München)
- 1979: Luzerner Literaturpreis
- 1989: „Награда на Швейцарска Фондация „Шилер““
- 1991: Kunstpreis der Stadt Luzern